# Kalcineurin
Kalcineurin (CN) je proteinska fosfataza, takođe poznata kao proteinska fosfataza 3, i kalcijum-zavisna serin-treoninska fosfataza.. On aktivira T ćelije imunskog sistema, i može se blokirati lekovima. Kalcineurin aktivira nuklearni faktor aktiviranih T ćelija, citoplazmni transkripcioni faktor, putem njegove defosforilacije. Aktivirani NFATc se zatim translocira u jedro, gde povećava izražavanje interleukina 2 (IL-2), koji zatim stimuliše rast i diferencijaciju T ćelijskog responsa. Kalcineurin je biološki cilj klase lekova pod nazivom kalcineurinski inhibitori, koja obuhvata ciklosporin, pimekrolimus i takrolimus.

## Struktura
Kalcineurin je heterodimer od 61-kD kalmodulin-vezujuće katalitičke podjedinice, kalcineurina A i 19-kD Ca2+-vezujuće regulatorne podjedinice, kalcineurina B. Postoje tri izozima katalitčke podjedinice, svaka od kojih je kodirana zasebnim genom (PPP3CA, PPP3CB, i PPP3CC) i dve regulatorne izoforme, takođe kodirane zasebnim genima (PPP3R1, PPP3R2).
| Proteinska fosfataza 3, katalitička podjedinica, alfa izozim | Proteinska fosfataza 3, katalitička podjedinica, alfa izozim |
| Identifikatori                                               | Identifikatori                                               |
| ------------------------------------------------------------ | ------------------------------------------------------------ |
| Simbol                                                       | PPP3CA                                                       |
| Alt. simboli                                                 | CALN, CALNA                                                  |
| Entrez                                                       | 5530                                                         |
| HUGO                                                         | 9314                                                         |
| OMIM                                                         | 114105                                                       |
| RefSeq                                                       | NM_000944                                                    |
| UniProt                                                      | Q08209                                                       |
| Ostali podaci                                                |                                                              |
| EC broj                                                      | 3.1.3.16                                                     |
| Lokus                                                        | Hromozom 4 q24                                               |

| Proteinska fosfataza 3, katalitička podjedinica, beta izozim | Proteinska fosfataza 3, katalitička podjedinica, beta izozim |
| Identifikatori                                               | Identifikatori                                               |
| ------------------------------------------------------------ | ------------------------------------------------------------ |
| Simbol                                                       | PPP3CB                                                       |
| Alt. simboli                                                 | CALNB                                                        |
| Entrez                                                       | 5532                                                         |
| HUGO                                                         | 9315                                                         |
| OMIM                                                         | 114106                                                       |
| RefSeq                                                       | NM_021132                                                    |
| UniProt                                                      | P16298                                                       |
| Ostali podaci                                                |                                                              |
| EC broj                                                      | 3.1.3.16                                                     |
| Lokus                                                        | Hromozom 10 q22.2                                            |

| Proteinska fosfataza 3, katalitička podjedinica, gama izozim | Proteinska fosfataza 3, katalitička podjedinica, gama izozim |
| Identifikatori                                               | Identifikatori                                               |
| ------------------------------------------------------------ | ------------------------------------------------------------ |
| Simbol                                                       | PPP3CC                                                       |
| Entrez                                                       | 5533                                                         |
| HUGO                                                         | 9316                                                         |
| OMIM                                                         | 114107                                                       |
| RefSeq                                                       | NM_005605                                                    |
| UniProt                                                      | P48454                                                       |
| Ostali podaci                                                |                                                              |
| EC broj                                                      | 3.1.3.16                                                     |
| Lokus                                                        | Hromozom 8 p21.3                                             |

| Proteinska fosfataza 3, regulatorna podjedinica B, alfa | Proteinska fosfataza 3, regulatorna podjedinica B, alfa |
| Identifikatori                                          | Identifikatori                                          |
| ------------------------------------------------------- | ------------------------------------------------------- |
| Simbol                                                  | PPP3R1                                                  |
| Entrez                                                  | 5534                                                    |
| HUGO                                                    | 9317                                                    |
| OMIM                                                    | 601302                                                  |
| RefSeq                                                  | NM_000945                                               |
| UniProt                                                 | P63098                                                  |
| Ostali podaci                                           |                                                         |
| EC broj                                                 | 3.1.3.16                                                |
| Lokus                                                   | Hromozom 2 p14                                          |

| Proteinska fosfataza 3, regulatorna podjedinica B, beta | Proteinska fosfataza 3, regulatorna podjedinica B, beta |
| Identifikatori                                          | Identifikatori                                          |
| ------------------------------------------------------- | ------------------------------------------------------- |
| Simbol                                                  | PPP3R2                                                  |
| Entrez                                                  | 5535                                                    |
| HUGO                                                    | 9318                                                    |
| OMIM                                                    | 613821                                                  |
| RefSeq                                                  | NM_147180                                               |
| UniProt                                                 | Q96LZ3                                                  |
| Ostali podaci                                           |                                                         |
| EC broj                                                 | 3.1.3.16                                                |
| Lokus                                                   | Hromozom 9 q31                                          |

## Literatura
- Crabtree GR (1999). „Generic signals and specific outcomes: signaling through Ca2+, calcineurin, and NF-AT”. Cell. 96 (5): 611—4. PMID 10089876. doi:10.1016/S0092-8674(00)80571-1.
- Giri PR, Higuchi S, Kincaid RL (1992). „Chromosomal mapping of the human genes for the calmodulin-dependent protein phosphatase (calcineurin) catalytic subunit”. Biochem. Biophys. Res. Commun. 181 (1): 252—8. PMID 1659808. doi:10.1016/S0006-291X(05)81410-X.
- Kincaid RL; Giri PR; Higuchi S;  . (1990). „Cloning and characterization of molecular isoforms of the catalytic subunit of calcineurin using nonisotopic methods”. J. Biol. Chem. 265 (19): 11312—9. PMID 2162844.
- Guerini D, Klee CB (1990). „Cloning of human calcineurin A: evidence for two isozymes and identification of a polyproline structural domain”. Proc. Natl. Acad. Sci. U.S.A. 86 (23): 9183—7. PMC 298458 . PMID 2556704. doi:10.1073/pnas.86.23.9183.
- Kincaid RL, Nightingale MS, Martin BM (1988). „Characterization of a cDNA clone encoding the calmodulin-binding domain of mouse brain calcineurin”. Proc. Natl. Acad. Sci. U.S.A. 85 (23): 8983—7. PMC 282646 . PMID 2848250. doi:10.1073/pnas.85.23.8983.
- Coghlan VM; Perrino BA; Howard M;  . (1995). „Association of protein kinase A and protein phosphatase 2B with a common anchoring protein”. Science. 267 (5194): 108—11. PMID 7528941. doi:10.1126/science.7528941.
- Griffith JP; Kim JL; Kim EE;  . (1995). „X-ray structure of calcineurin inhibited by the immunophilin-immunosuppressant FKBP12-FK506 complex”. Cell. 82 (3): 507—22. PMID 7543369. doi:10.1016/0092-8674(95)90439-5.
- Shibasaki F, McKeon F (1995). „Calcineurin functions in Ca(2+)-activated cell death in mammalian cells”. J. Cell Biol. 131 (3): 735—43. PMC 2120616 . PMID 7593193. doi:10.1083/jcb.131.3.735.
- Muramatsu T, Kincaid RL (1993). „Molecular cloning of a full-length cDNA encoding the catalytic subunit of human calmodulin-dependent protein phosphatase (calcineurin A alpha)”. Biochim. Biophys. Acta. 1178 (1): 117—20. PMID 8392375. doi:10.1016/0167-4889(93)90117-8.
- Cameron AM; Steiner JP; Roskams AJ;  . (1996). „Calcineurin associated with the inositol 1,4,5-trisphosphate receptor-FKBP12 complex modulates Ca2+ flux”. Cell. 83 (3): 463—72. PMID 8521476. doi:10.1016/0092-8674(95)90124-8.
- Kissinger CR; Parge HE; Knighton DR;  . (1996). „Crystal structures of human calcineurin and the human FKBP12-FK506-calcineurin complex”. Nature. 378 (6557): 641—4. PMID 8524402. doi:10.1038/378641a0.
- Wang MG; Yi H; Guerini D;  . (1997). „Calcineurin A alpha (PPP3CA), calcineurin A beta (PPP3CB) and calcineurin B (PPP3R1) are located on human chromosomes 4, 10q21→q22 and 2p16→p15 respectively”. Cytogenet. Cell Genet. 72 (2–3): 236—41. PMID 8978785. doi:10.1159/000134198.
- Shibasaki F, Kondo E, Akagi T, McKeon F (1997). „Suppression of signalling through transcription factor NF-AT by interactions between calcineurin and Bcl-2”. Nature. 386 (6626): 728—31. PMID 9109491. doi:10.1038/386728a0.
- Kashishian A; Howard M; Loh C;  . (1998). „AKAP79 inhibits calcineurin through a site distinct from the immunophilin-binding region”. J. Biol. Chem. 273 (42): 27412—9. PMID 9765270. doi:10.1074/jbc.273.42.27412.
- Wang HG; Pathan N; Ethell IM;  . (1999). „Ca2+-induced apoptosis through calcineurin dephosphorylation of BAD”. Science. 284 (5412): 339—43. PMID 10195903. doi:10.1126/science.284.5412.339.
- Fuentes JJ; Genescà L; Kingsbury TJ;  . (2000). „DSCR1, overexpressed in Down syndrome, is an inhibitor of calcineurin-mediated signaling pathways”. Hum. Mol. Genet. 9 (11): 1681—90. PMID 10861295. doi:10.1093/hmg/9.11.1681.
- Hartley JL, Temple GF, Brasch MA (2001). „DNA Cloning Using In Vitro Site-Specific Recombination”. Genome Res. 10 (11): 1788—95. PMC 310948 . PMID 11076863. doi:10.1101/gr.143000.
- Frey N, Richardson JA, Olson EN (2001). „Calsarcins, a novel family of sarcomeric calcineurin-binding proteins”. Proc. Natl. Acad. Sci. U.S.A. 97 (26): 14632—7. PMC 18970 . PMID 11114196. doi:10.1073/pnas.260501097.
- Siddiq A; Miyazaki T; Takagishi Y;  . (2001). „Expression of ZAKI-4 messenger ribonucleic acid in the brain during rat development and the effect of hypothyroidism”. Endocrinology. 142 (5): 1752—9. PMID 11316738. doi:10.1210/en.142.5.1752.
- Nicholas C. Price; Lewis Stevens (1999). Fundamentals of Enzymology: The Cell and Molecular Biology of Catalytic Proteins (Third изд.). USA: Oxford University Press. ISBN 019850229X.
- Eric J. Toone (2006). Advances in Enzymology and Related Areas of Molecular Biology, Protein Evolution (Volume 75 изд.). Wiley-Interscience. ISBN 0471205036.
- Branden C; Tooze J. Introduction to Protein Structure. New York, NY: Garland Publishing. ISBN 0-8153-2305-0.
- Irwin H. Segel. Enzyme Kinetics: Behavior and Analysis of Rapid Equilibrium and Steady-State Enzyme Systems (Book 44 изд.). Wiley Classics Library. ISBN 0471303097.
- William P. Jencks (1987). Catalysis in Chemistry and Enzymology. Dover Publications. ISBN 0486654605.

## Spoljašnje veze
- Calcineurin на 
- Calcineurin u rečniku